# Anaspidoglanis macrostomus
Anaspidoglanis macrostomus är en fiskart som först beskrevs av Pellegrin, 1909.  Anaspidoglanis macrostomus ingår i släktet Anaspidoglanis och familjen Claroteidae. IUCN kategoriserar arten globalt som livskraftig. Inga underarter finns listade i Catalogue of Life.